# Mk 41 Vertical Launching System

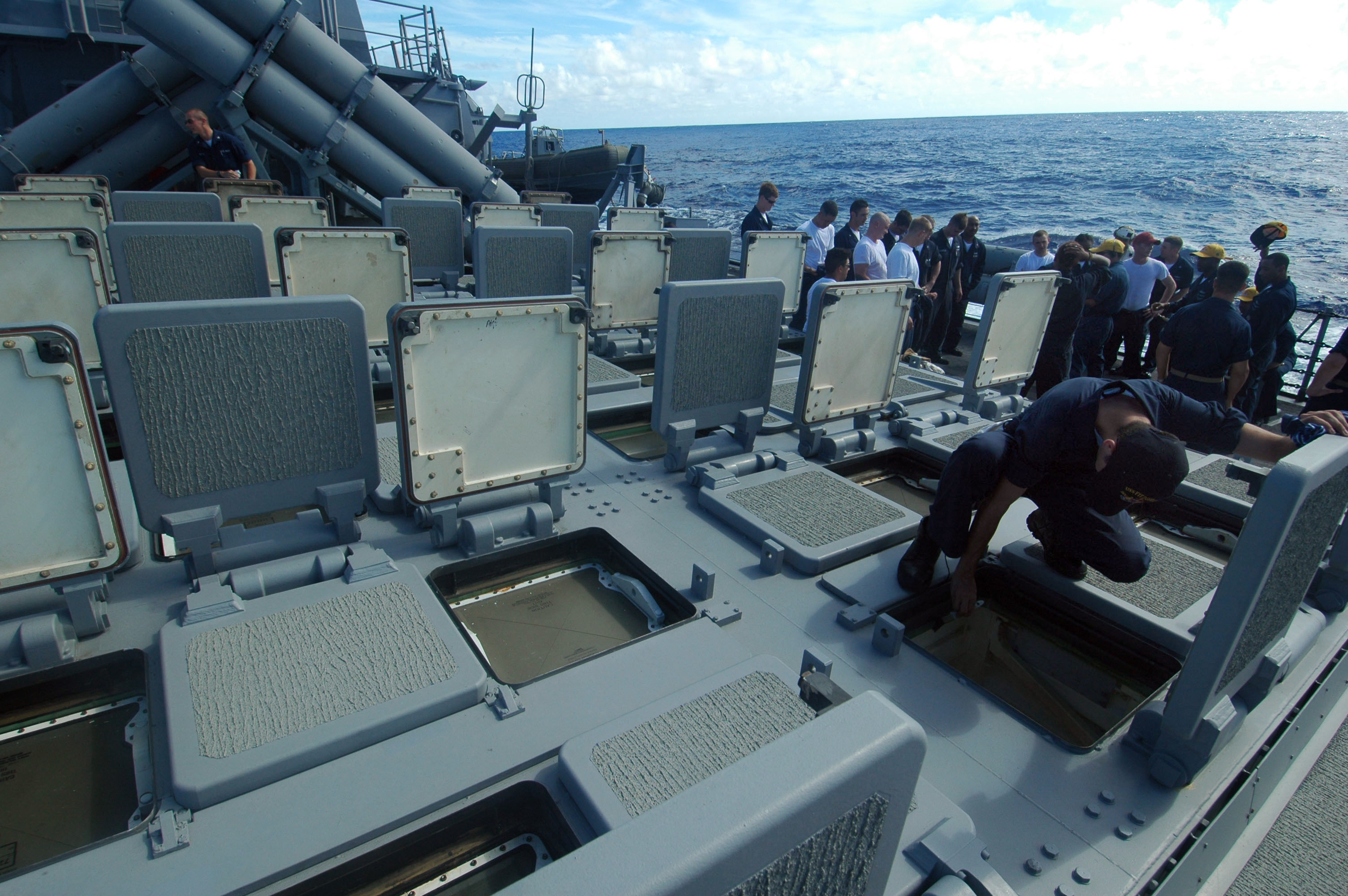
Ein Mk-41-Startsystem während einer Inspektion

Bei dem Mk 41 Vertical Launching System (oft auch nur als Mk 41 oder Mk 41 VLS bezeichnet) handelt es sich um eine Senkrechtstartanlage für Flugkörper von Lockheed Martin, aus der eine große Bandbreite an Lenkflugkörpern abgefeuert werden kann. Entwickelt wurde es ursprünglich für die Aegis-Kampfschiffe der United States Navy, später fand es aber auch auf vielen größeren Überwasserschiffen der westlichen Welt Verwendung. Das Mk 41 VLS wird seit 1982 produziert und gilt als das aktuell flexibelste und leistungsfähigste System seiner Art.

## Entwicklung
Das Mk 41 VLS wurde von Martin Marietta entwickelt, um die Schwächen von Lenkwaffenstartern aus der Zeit des Kalten Krieges zu eliminieren. Die bis dahin gebräuchlichen Arm-Starter konnten nur ein bis zwei Lenkwaffen feuerbereit halten und mussten danach mittels eines komplizierten Systems nachgeladen werden, was sich in der Praxis als langsam und fehleranfällig erwies. Insbesondere nach der Einführung des Aegis-Kampfsystems, welches eine große Zahl von Zielen erfassen und verfolgen kann, bildeten diese Starter einen Flaschenhals in der Zielbekämpfung. Das Mk 41 VLS wurde als Lösung gesehen, da das Nachladen im Gefecht komplett entfiel und die benötigte Mechanik (Abdeckklappe auf dem Schiffsdeck) extrem einfach war und bei einem Ausfall nicht das ganze System lahmlegte. Das erste System wurde auf dem Aegis-Lenkwaffenkreuzer Bunker Hill eingebaut, dem Typschiff des zweiten Bauloses der Ticonderoga-Klasse, und wurde mit ihr 1986 in Dienst gestellt. Später folgten weitere Schiffsklassen wie die Arleigh-Burke-Klasse oder die deutschen Fregatten der Sachsen-Klasse.

## Beschreibung

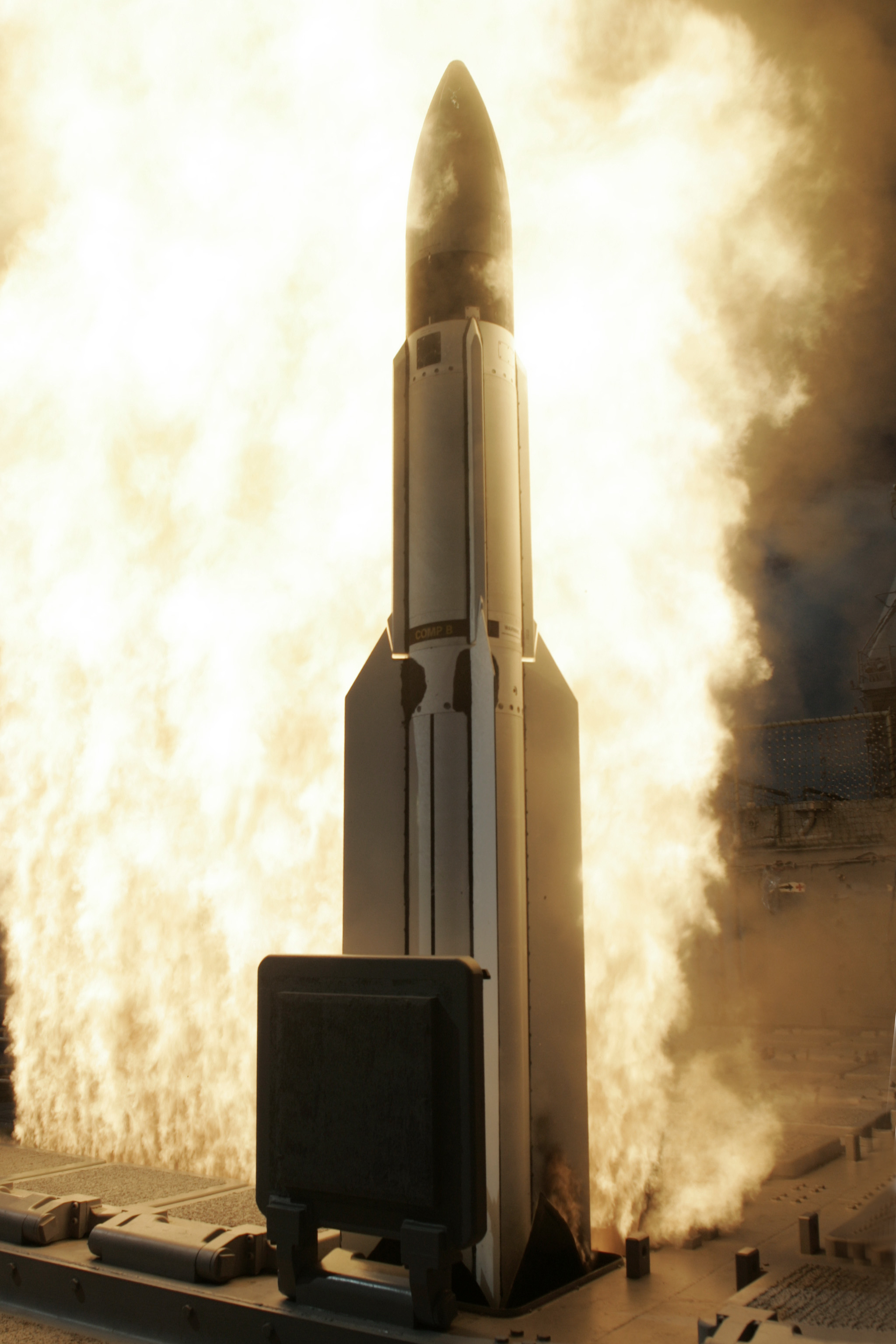
Start einer SM-3-Lenkwaffe

Das Mk 41 VLS gliedert sich in einzelne Module mit je acht Startzellen und feuert mittels des „hot start“-Verfahrens, bei dem der Raketenmotor der Lenkwaffe bereits im Rohr gezündet wird. Jedes Modul verfügt über eine eigene Stromverteilung, Kommunikationsinfrastruktur und Schadenskontrollsysteme, wodurch ein Ausfall nur maximal die acht Lenkwaffen des jeweiligen Moduls gefechtsunfähig macht. Um die Explosion der Gefechtsköpfe bei Feuer oder feindlichen Treffern zu verhindern, können die Zellen auch mit Seewasser geflutet werden. Eine Anordnung von Modulen ist von innen durch einen schmalen Gang begehbar, um Reparaturen ohne einen komplexen Ausbau durchführen zu können. Der Rohrdurchmesser des Mk 41 VLS ist standardisiert, es gibt jedoch Varianten mit unterschiedlichen Längen, um je nach geplantem Einsatzspektrum des Schiffes Platz sparen zu können. Die maximale Lenkwaffenlänge variiert somit zwischen 7,6 und 5,2 Metern.

## Verfügbare Lenkwaffen
- Standard Missile 2
- Standard Missile 3
- Standard Missile 6
- RIM-7 Sea Sparrow
- RIM-162 ESSM (4 Stück pro Zelle)
- RGM-109 Tomahawk
- RUM-139 VL-ASROC
- Typ 07 VL-ASROC
- LRASM

## Plattformen
Vereinigte Staaten:

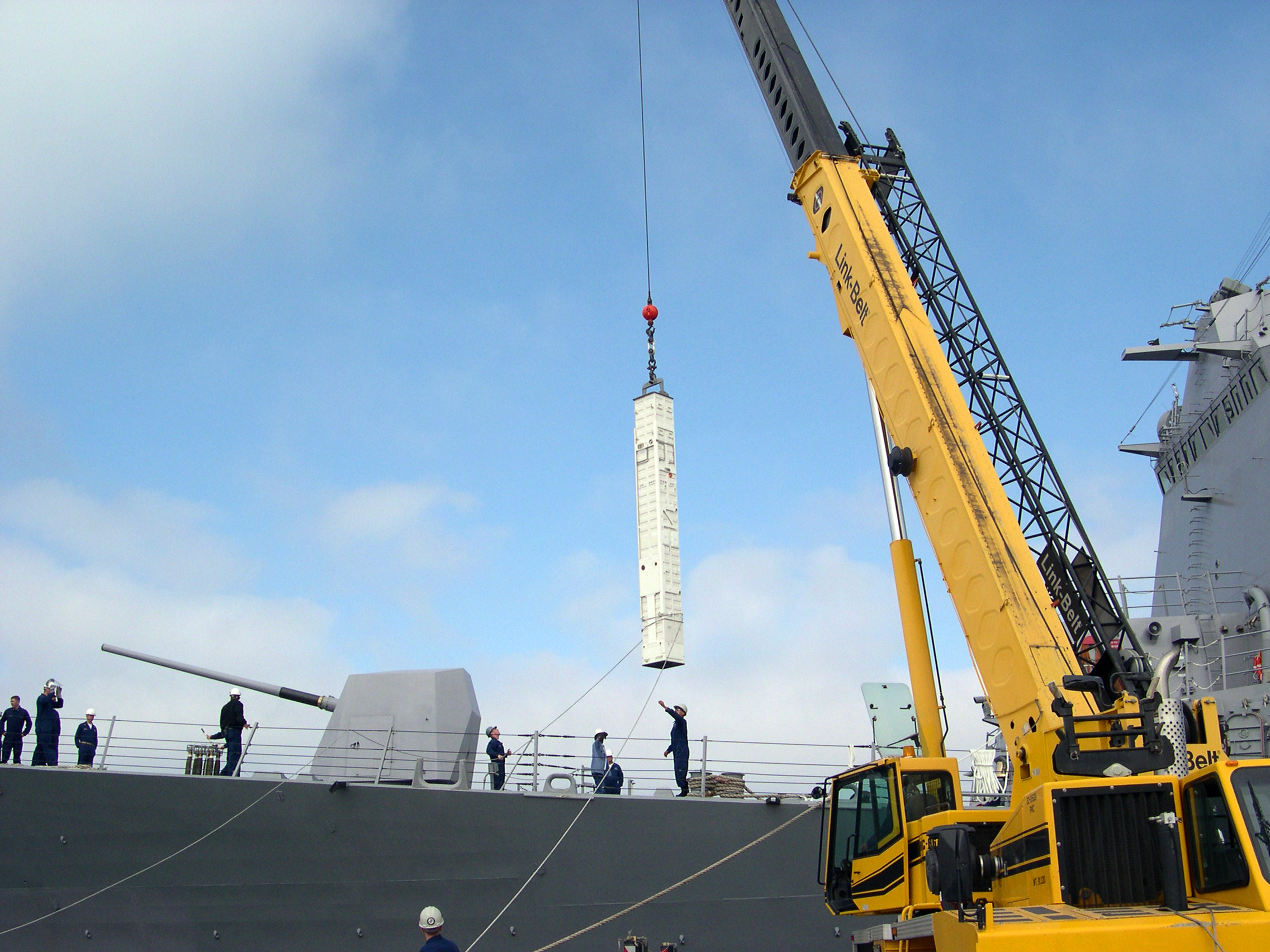
Ein Lenkwaffenkanister wird in eine Mk-41-Zelle geladen.

- Ticonderoga-Klasse (Ab Flight II, 122 Zellen)
- Arleigh-Burke-Klasse (90–96 Zellen)
- Spruance-Klasse (ab 1986, 61 Zellen) (Die vom glatten Vielfachen von 8 abweichende Zahl der Zellen bei den älteren Schiffen ergibt sich daraus, dass anfangs für jedes VLS – eins bei Spruances, je zwei bei Ticonderogas und Burkes – ein Kran vorhanden war, der ein Nachladen auf See ermöglichen sollte und den Raum von 3 Zellen einnahm. In der Praxis waren diese Kräne nicht nur für die schweren und langen RGM-109 Tomahawk unterdimensioniert. Das Nachladen erfolgt durch Versorgungsschiffe oder im Hafen.)

 Kanada: Iroquois-Klasse (nachgerüstet, 29 Zellen)
 Japan:
- Maya-Klasse (96 Zellen)
- Atago-Klasse (96 Zellen)
- Kongō-Klasse (90 Zellen)
- Asahi-Klasse (32 Zellen)
- Akizuki-Klasse (32 Zellen)
- Takanami-Klasse (32 Zellen)
- Murasame-Klasse (16 Zellen)
- Hyūga-Klasse (16 Zellen)
- Mogami-Klasse (16 Zellen)

 Südkorea:
- Sejongdawang-Klasse (80 Zellen)
- Chungmugong-Yi-Sun-sin-Klasse (32 Zellen)

 Thailand: Typ 053 (modifiziert, 8 Zellen)
 Australien:
- Hobart-Klasse (48 Zellen)
- ANZAC-Klasse (MEKO, 16 Zellen)
- Adelaide-Klasse (nachgerüstet, 8 Zellen)

 Neuseeland: ANZAC-Klasse (MEKO, 16 Zellen)
 Türkei:
- Barbaros-Klasse (MEKO, 16 Zellen)
- Gabya-Klasse (modifizierte Oliver-Hazard-Perry-Klasse, 8 Zellen)

 Deutschland:
- Sachsen-Klasse (32 Zellen)
- Brandenburg-Klasse (16 Zellen)

 Dänemark: Iver-Huitfeldt-Klasse (32 Zellen)
 Norwegen: Fridtjof-Nansen-Klasse (8 Zellen)
 Niederlande: De-Zeven-Provinciën-Klasse (40 Zellen)
 Polen: Flughafen Słupsk-Redzikowo
 Rumänien: Militärflugplatz Deveselu, landgestütztes Aegis Ashore Missile Defense System (AAMDS)
 Spanien:
- Bonifaz-Klasse
- Álvaro-de-Bazán-Klasse (48 Zellen)

## Technische Daten

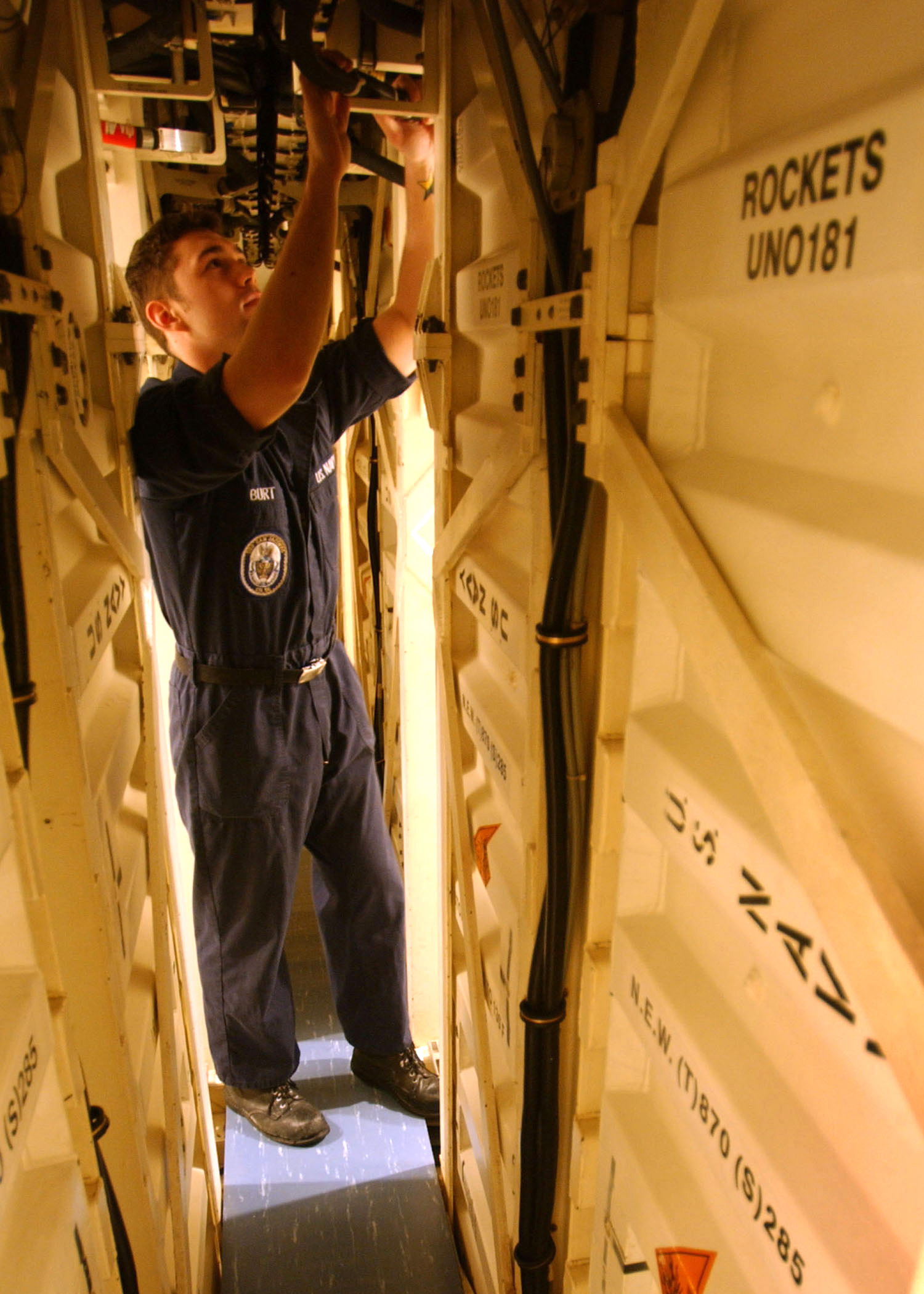
Blick in das Innere einer Mk-41-VLS-Anordnung

Alle Angaben beziehen sich auf ein 8-Zellen-Modul in der taktischen Ausführung (max. Lenkwaffen-Länge: 5,64 m)
Abmessungen:
- Höhe über alles: 6,75 m
- Breite: 3,43 m
- Länge: 2,62 m
- Zellendurchmesser: 530 mm

Gewichte:
- leer: 14,51 t
- 8 × SM-2 Block II: 25,58 t
- 8 × VL-ASROC: 26,21 t
- 8 × RIM-7: 24,36 t

Wartung:
- MTBF: 3872 Stunden
- MTTR: 3,2 Stunden
- Verfügbarkeit: 97,8 %
- Strombedarf: 51 kW